# Гик

Вооружение гика:
1 − гик;
2 − мачта;
3 − пятка с ползуном;
4 − парус;
5 − топенант;
6 − нок;
7 − гика-шкот;
8 − оттяжка гика;
9 − оттяжка пятки гика

Гик (от нидерл. gijk — «палка») — горизонтальное рангоутное дерево, одним концом (пяткой) подвижно скреплённое с нижней частью мачты парусного судна. По гику растягивают нижнюю шкаторину косого паруса (грота, фока или бизани) с помощью шкота (например, грот-шкота). Также, эту снасть называют «оттяжкой шкотового угла». Соответственно, гик получает дополнительные названия: «грота-гик», «фока-гик» и прочие.
Конец гика, упирающийся в мачту, называют «пяткой», противоположный конец — «ноком». Пятка гика имеет оковку, которая входит в вертлюг, позволяющий гику поворачиваться в стороны и вверх. Часто, вместо вертлюга гик имеет усы гика, которые огибают мачту и таким образом фиксируют гик на мачте. Вертлюг часто делают передвижным вверх по рельсу, чтобы иметь возможность добрать парус, не трогая фала, при помощи галс-оттяжки.
Если рифы берут, накручивая парус на гик (или в гик), то для вращения гика применяют машинку — патент-риф, смонтированную с оковкой пятки.
Гик на судне оснащают гика-шкотом, с помощью которого парус устанавливают под нужным углом к ветру, гика-топенантом, поддерживающим гик на необходимом уровне над палубой, оттяжкой гика, препятствующей задиранию нока гика вверх при полных курсах и завал-талями, которые заводят между гиком и прочной оковкой на баке судна на полных курсах, особенно на курсе фордевинд для того, чтобы предотвратить самопроизвольный переброс гика на другой галс, что может привести к повреждению такелажа или несчастным случаям.
В виндсёрфинге «гиком» называют алюминиевую или углепластиковую трубу, покрытую мягким материалом, которая соединяется с мачтой специальным зажимом, расположенным на её переднем конце и обхватывает парус с двух сторон. На заднем конце находится шкивной механизм для набивки паруса по гику посредством шкотового тросика. Большинство гиков могут быть регулируемыми по длине, чтобы соответствовать различным размерам парусов. С помощью гика происходит управление парусом доски. Гик  на парусной доске часто называют «уишбон» («фишбон»).